# Valdas Vasiliauskas
Valdas Vasiliauskas (* 10. Dezember 1951 in Lazdijai) ist ein litauischer Journalist und Politiker.

## Leben
Nach dem Abitur 1970 an der Mittelschule Lazdijai absolvierte er 1975 das Studium der Journalistik an der Fakultät für Geschichte der Vilniaus universitetas. Von 1974 bis 1985 arbeitete er in der Wochenschrift Literatūra ir menas, von 1985 bis 1988 im Kulturministerium, von 1991 bis 1992 in der Tageszeitung Lietuvos aidas.
1992 gründete er Wochenmagazin Veidas und bis 1996 war er sein Chefredakteur. 1996 war er Redakteur von TV antena der Lietuvos rytas und von 1998 bis 2007 Leiter des Magazins Ekstra. Von 2007 bis 2012 war er Generaldirektor und Chefredakteur  von Tageszeitung und UAB Lietuvos žinios.
2012 wurde er mit Drąsos kelias zum Seimas ausgewählt.

## Bibliografie
- Žiemos sapnas, novelės, 1984 m.
- Teatras be iliuzijų, teatro kritikos straipsnių rinkinys, 1989 m.
- Amžinasis nomenklatūros pavasaris, publicistika, 1995 m.